# Hugh Dancy
Hugh Dancy (Stoke-on-Trent, 19 juni 1975) is een Brits acteur. Hij werd voor zijn rol in de tweedelige miniserie Elizabeth I genomineerd voor zowel een Emmy Award als een Satellite Award. Hij studeerde aan de Universiteit van Oxford.
Dancy is een zoon van filosoof Jonathan Dancy en uitgeefster Sarah. Hij maakte zijn debuut in 1998, met een rol in een Britse televisiefilm. Na gastrollen in onder andere Cold Feet en Relic Hunter, kreeg hij de titelrol in de televisiefilm David Copperfield (2000).
In 2001 maakte hij zijn filmdebuut in een Amerikaanse film. Door de jaren heen groeide Dancy uit tot een acteur op de voorgrond en verschijnt sinds 2004 naast Kate Moss in campagnes voor Burberry. Ook is hij in de film Confessions of a Shopaholic te zien als Luke Brandon.
Dancy trouwde begin september 2009 in Frankrijk met actrice Claire Danes, die hij had leren kennen op de set van de film Evening (2007). Ze hebben samen een zoon.